# Cyphocharax
Cyphocharax is een geslacht van straalvinnige vissen uit de familie van de brede zalmen (Curimatidae).

## Soorten
- Cyphocharax abramoides Kner, 1858
- Cyphocharax aspilos Vari, 1992
- Cyphocharax biocellatus Vari, Sidlauskas & Le Bail, 2012
- Cyphocharax derhami Vari & Chang, 2006
- Cyphocharax festivus Vari, 1992
- Cyphocharax gangamon Vari, 1992
- Cyphocharax gilbert Quoy & Gaimard, 1824
- Cyphocharax gillii Eigenmann & Kennedy, 1903
- Cyphocharax gouldingi Vari, 1992
- Cyphocharax helleri Steindachner, 1910
- Cyphocharax laticlavius Vari & Blackledge, 1996
- Cyphocharax leucostictus Eigenmann & Eigenmann, 1889
- Cyphocharax magdalenae Steindachner, 1878
- Cyphocharax meniscaprorus Vari, 1992
- Cyphocharax mestomyllon Vari, 1992
- Cyphocharax microcephalus Eigenmann & Eigenmann, 1889
- Cyphocharax modestus Fernández-Yépez, 1948
- Cyphocharax multilineatus Myers, 1927
- Cyphocharax nagelii Steindachner, 1881
- Cyphocharax nigripinnis Vari, 1992
- Cyphocharax notatus Steindachner, 1908
- Cyphocharax oenas Vari, 1992
- Cyphocharax pantostictos Vari & Barriga Salazar, 1990
- Cyphocharax pinnilepis Vari, Zanata & Camelier, 2010
- Cyphocharax platanus Günther, 1880
- Cyphocharax plumbeus Eigenmann & Eigenmann, 1889
- Cyphocharax punctatus Vari & Nijssen, 1986
- Cyphocharax saladensis Meinken, 1933
- Cyphocharax santacatarinae Fernández-Yépez, 1948
- Cyphocharax signatus Vari, 1992
- Cyphocharax spilotus Vari, 1987
- Cyphocharax spiluropsis Eigenmann & Eigenmann, 1889
- Cyphocharax spilurus Günther, 1864
- Cyphocharax stilbolepis Vari, 1992
- Cyphocharax vanderi Britski, 1980
- Cyphocharax vexillapinnus Vari, 1992
- Cyphocharax voga Hensel, 1870